# Barentsia elongata
Barentsia elongata är en bägardjursart som beskrevs av Jullien och Calvet 1903. Barentsia elongata ingår i släktet Barentsia och familjen Barentsiidae. Arten är reproducerande i Sverige. Inga underarter finns listade i Catalogue of Life.